# Mashonaland Occidental
Mashonaland Occidental (en anglès Mashonaland West) és una de les deu províncies de Zimbàbue. Ocupa una àrea de 57.441 km². La capital de la província és la ciutat de Chinhoyi.

## Departaments

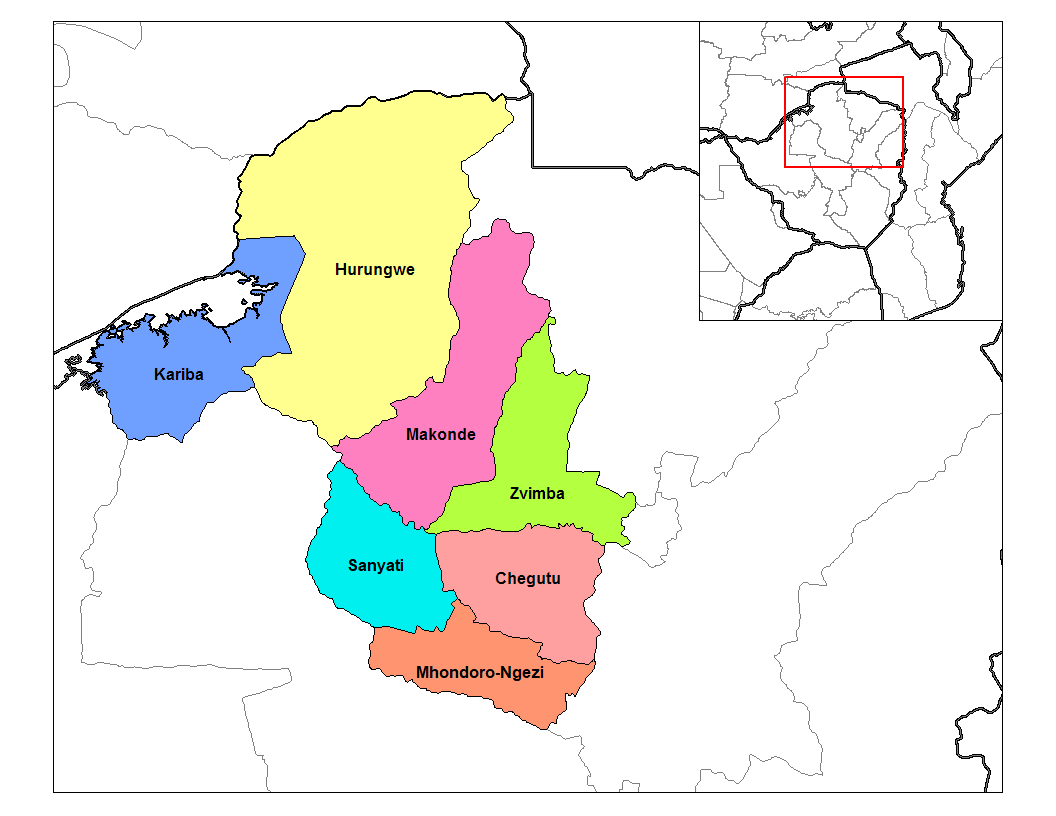
Departaments de Mashonaland Occidental

Mashonaland Occidental es divideix en 6 departaments:
- Chegutu
- Hurungwe
- Kadoma
- Districte de Kariba
- Districte de Makonde
- Zvimba